# Eichberg (berg i Steiermark)
Eichberg är en bergstopp i Österrike.   Den ligger i distriktet Murau och förbundslandet Steiermark, i den centrala delen av landet, 200 km sydväst om huvudstaden Wien. Toppen på Eichberg är 1 430 meter över havet, eller 321 meter över den omgivande terrängen. Bredden vid basen är 4,3 km.
Terrängen runt Eichberg är varierad. Runt Eichberg är det ganska glesbefolkat, med 22 invånare per kvadratkilometer.. Närmaste större samhälle är Murau, 10,3 km sydväst om Eichberg. 
I omgivningarna runt Eichberg växer i huvudsak blandskog.